# Lukáš Haraslín
Lukáš Haraslín (ur. 26 maja 1996 w Bratysławie) – słowacki piłkarz, występujący na pozycji pomocnika, od 2021 w czeskim klubie Sparta Praga oraz od 2019 w reprezentacji Słowacji. Uczestnik Mistrzostw Europy 2020 i 2024.

## Kariera klubowa
Piłkę nożną zaczął trenować w wieku 4 lat w FK Lamač. W 2005 trafił do Slovana Bratysława, a w 2013 przeszedł do Parmy. Tam grał głównie w drużynie młodzieżowej, w barwach której rozegrał 29 spotkań i strzelił 11 goli w rozgrywkach Primavery. Wystąpił również w 2 meczach pierwszego zespołu.
W lipcu 2015 podpisał trzyletni kontrakt z Lechią Gdańsk. W sezonie 2018/2019 zdobył z tą drużyną brązowy medal Mistrzostw Polski, Puchar Polski i Superpuchar Polski.
W styczniu 2020 został wypożyczony do US Sassuolo Calcio, a w lipcu przeszedł do drużyny na zasadzie transferu definitywnego.
W sierpniu 2021 został wypożyczony do Sparty Praga.

## Kariera reprezentacyjna
Był młodzieżowym reprezentantem Słowacji. W seniorskiej kadrze zadebiutował 7 czerwca 2019 w wygranym 5:1 meczu towarzyskim z Jordanią, w którym strzelił gola.
Brał udział w Mistrzostwach Europy 2020 i Mistrzostw Europy 2024.

## Statystyki

### Klubowe
(aktualne na dzień 1 stycznia 2022)
| Klub               | Sezon              | Liga               | Liga  | Liga   | Puchar kraju | Puchar kraju | Europa | Europa | Suma  | Suma   |
| Klub               | Sezon              | Liga               | Mecze | Bramki | Mecze        | Bramki       | Mecze  | Bramki | Mecze | Bramki |
| ------------------ | ------------------ | ------------------ | ----- | ------ | ------------ | ------------ | ------ | ------ | ----- | ------ |
| Parma              | 2014/15            | Serie A            | 2     | 0      | –            | –            | –      | –      | 2     | 0      |
| Parma              | Ogólnie            | Ogólnie            | 2     | 0      | 0            | 0            | 0      | 0      | 2     | 0      |
| Lechia Gdańsk      | 2015/16            | Ekstraklasa        | 20    | 3      | 1            | 0            | –      | –      | 21    | 3      |
| Lechia Gdańsk      | 2016/17            | Ekstraklasa        | 26    | 3      | 1            | 0            | –      | –      | 27    | 3      |
| Lechia Gdańsk      | 2017/18            | Ekstraklasa        | 11    | 0      | –            | –            | –      | –      | 11    | 0      |
| Lechia Gdańsk      | 2018/19            | Ekstraklasa        | 33    | 4      | 5            | 1            | –      | –      | 38    | 5      |
| Lechia Gdańsk      | 2019/20            | Ekstraklasa        | 18    | 2      | 3            | 2            | 2      | 0      | 20    | 4      |
| Lechia Gdańsk      | Ogólnie            | Ogólnie            | 108   | 12     | 10           | 3            | 2      | 0      | 120   | 15     |
| US Sassuolo Calcio | 2019/20            | Serie A            | 11    | 1      | 0            | 0            | 0      | 0      | 11    | 1      |
| US Sassuolo Calcio | 2020/21            | Serie A            | 14    | 0      | 1            | 0            | 0      | 0      | 5     | 0      |
| US Sassuolo Calcio | Ogólnie            | Ogólnie            | 25    | 1      | 1            | 0            | 0      | 0      | 26    | 1      |
| Sparta Praga       | 2021/2022          | 1. Liga Czeska     | 13    | 2      | 2            | 0            | 6      | 2      | 21    | 4      |
| Ogólnie w karierze | Ogólnie w karierze | Ogólnie w karierze | 148   | 15     | 13           | 3            | 8      | 2      | 169   | 20     |

### Reprezentacyjne
(aktualne na dzień 1 stycznia 2022)
| Reprezentacja | Rok     | Mecze | Bramki |
| ------------- | ------- | ----- | ------ |
| Słowacja      | 2019    | 8     | 1      |
| Słowacja      | 2020    | 5     | 0      |
| Słowacja      | 2021    | 9     | 1      |
| Słowacja      | Ogólnie | 22    | 2      |

| 1.  | 07.06.2019 | Trnawa, Słowacja     | Jordania    | 5:1         | Gol | Mecz towarzyski         |
| 2.  | 11.06.2019 | Baku, Azerbejdżan    | Azerbejdżan | 1:5         |     | el. ME 2020             |
| 3.  | 06.09.2019 | Trnawa, Słowacja     | Chorwacja   | 0:4         |     | el. ME 2020             |
| 4.  | 09.09.2019 | Budapeszt, Węgry     | Węgry       | 1:2         |     | el. ME 2020             |
| 5.  | 10.10.2019 | Trnawa, Słowacja     | Walia       | 1:1         |     | el. ME 2020             |
| 6.  | 13.10.2019 | Bratysława, Słowacja | Paragwaj    | 1:1         |     | Mecz towarzyski         |
| 7.  | 16.11.2019 | Rijeka, Chorwacja    | Chorwacja   | 3:1         |     | el. ME 2020             |
| 8.  | 19.11.2019 | Trnawa, Słowacja     | Azerbejdżan | 2:0         |     | el. ME 2020             |
| 9.  | 04.09.2020 | Bratysława, Słowacja | Czechy      | 1:3         |     | Liga Narodów UEFA       |
| 10. | 07.09.2020 | Netanja, Izrael      | Izrael      | 1:1         |     | Liga Narodów UEFA       |
| 11. | 08.10.2020 | Bratysława, Słowacja | Irlandia    | 0:0 (k:4:2) |     | Baraże el. ME 2020      |
| 12. | 11.10.2020 | Glasgow, Szkocja     | Szkocja     | 1:0         |     | Liga Narodów UEFA       |
| 13. | 14.10.2020 | Trnawa, Słowacja     | Izrael      | 2:3         |     | Liga Narodów UEFA       |
| 14. | 1.06.2021  | Ried, Austria        | Bułgaria    | 1:1         |     | Mecz towarzyski         |
| 15. | 06.06.2021 | Wiedeń, Austria      | Austria     | 0:0         |     | Mecz towarzyski         |
| 16. | 16.06.2021 | Petersburg, Rosja    | Polska      | 1:2         |     | Mistrzostwa Europy 2020 |
| 17. | 18.06.2021 | Petersburg, Rosja    | Szwecja     | 1:0         |     | Mistrzostwa Europy 2020 |
| 18. | 23.06.2021 | Sewilla, Hiszpania   | Hiszpania   | 0:5         |     | Mistrzostwa Europy 2020 |
| 19. | 08.10.2021 | Kazań, Rosja         | Rosja       | 1:0         |     | el. MŚ 2022             |
| 20. | 11.10.2021 | Osijek, Chorwacja    | Chorwacja   | 2:2         | Gol | el. MŚ 2022             |
| 21. | 11.11.2021 | Trnawa, Słowacja     | Słowenia    | 2:2         |     | el. MŚ 2022             |
| 22. | 14.11.2021 | Attard, Malta        | Malta       | 6:0         |     | el. MŚ 2022             |

## Sukcesy
- Puchar Polski: 2018/2019 z Lechią Gdańsk
- Superpuchar Polski (1×): 2019 z Lechią Gdańsk